# Jorge Alfredo Costa
Jorge Alfredo Costa (Bernal, 27 de noviembre de 1922-17 de noviembre de 1989) fue un militar argentino, perteneciente a la Armada, que alcanzó el grado de contraalmirante. Se desempeñó como gobernador de facto de la provincia del Chubut entre 1970 y 1973.

## Biografía
Nació en Bernal (partido de Quilmes, provincia de Buenos Aires) en noviembre de 1922. Ingresó a la Armada Argentina como cadete del Cuerpo de Ingenieros en 1940, egresando de la Escuela Naval Militar en la promoción 71. Fue promovido a teniente de corbeta en 1944.
A lo largo de su carrera naval, se desempeñó en la Comisión Naval Argentina en los Estados Unidos, la dirección general de Personal Naval y la Secretaría de Marina. Participó en la campaña antártica argentina de 1951-1952 realizando trabajos de hidrografía a bordo del ARA Bahía Aguirre (B-2).
Alcanzó el rango de contraalmirante, cumpliendo funciones en la Dirección de Personal de la Armada (DIAP) y la Dirección de Bienestar de la Armada (DIBA). Pasó a retiro en agosto de 1970.
Durante la autoproclamada Revolución Argentina, el presidente de facto Roberto Marcelo Levingston lo designó gobernador de la provincia del Chubut a fines de julio de 1970, desempeñando el cargo hasta mayo de 1973.
Falleció en noviembre de 1989, a los 67 años.